# Malvern (Pensilvania)
Malvern es un borough ubicado en el condado de Chester en el estado estadounidense de Pensilvania. En el año 2000 tenía una población de 3059 habitantes y una densidad poblacional de 944 personas por km².

## Geografía
Malvern se encuentra ubicado en las coordenadas 40°2′4″N 75°30′52″O / 40.03444, -75.51444.

## Demografía
Según la Oficina del Censo en 2000 los ingresos medios por hogar en la localidad eran de $62 308 y los ingresos medios por familia eran $79 145. Los hombres tenían unos ingresos medios de $45 281 frente a los $39 129 para las mujeres. La renta per cápita para la localidad era de $22 292. Alrededor del 3,2% de la población estaba por debajo del umbral de pobreza.